# Nissan Kicks
Le Kicks est un véhicule de la catégorie multisegment sous-compacte du fabricant automobile japonais Nissan commercialisé depuis 2016. Le modèle a été annoncé initialement lors du Salon de l'automobile de São Paulo en octobre 2014.
La première génération du véhicule (P15) a été conçu en collaboration par le siège de design de Nissan à Atsugi, au Japon, Nissan Design America (NDA) à San Diego, en Californie, et Nissan Design America Rio de Janeiro. Il partage sa plateforme dérivée du Renault/Nissan B, désignée comme plateforme V, avec la Micra, la Note et le Pulsar. Il a été initialement mis à la disposition des marchés d'Amérique Latine depuis mi-2016, puis il a été introduit sur les marchés des États-Unis et du Canada en 2018, où il sert à remplacer le Juke en tant qu'offre multisegment sous-compacte de la marque.
Un modèle à empattement long a été introduit pour les marchés indien, népalais, et bangladais le 22 janvier 2019,. Assemblée à Madras, en Inde, il est connu sous le code de modèle D15, et partage sa plateforme Renault/Dacia B0 avec le Renault Captur et le Dacia Duster, ce que la société considère comme un moyen de réduire les coûts de production. Le D15 Kicks a cessé sa production en 2023 en raison de mauvaises ventes, et le véhicule n'a pas été rendu conforme aux normes d'émission Bharat Stage 6 Phase 2.
Un modèle redessiné de deuxième génération a été mis en vente sur le marché nord-américain en août 2024.

## Première génération (P15/D15; 2016)

### Marché international (P15; 2016)
Environ un an et demi après la présentation initiale du modèle en 2014, le Kicks a été exposé à travers le Brésil en été 2016 pour promouvoir les Jeux Olympiques d'été de 2016, dont Nissan était parrain majeur. Il est vendu en Chine depuis juillet 2017.
Le Kicks a débuté en Amérique du Nord le 29 novembre 2017 lors du Salon Automobile de Los Angeles, et il y est commercialisé depuis juin 2018. Assemblé à Aguascalientes, au Mexique, le modèle remplace le Juke et la Versa Note en tant qu'offre sous-compacte sur le marché nord-américain. Il est également commercialisé au Moyen-Orient depuis mars 2017.
Tous les Kicks sont équipés d'un écran tactile compatible avec les connexions Bluetooth pour faciliter les appels aux mains libres et la diffusion audio sans fil. Cet écran intègre également un caméra de recul en équipement standard. Les niveaux de finition supérieurs proposent l'intégration Apple CarPlay et Android Auto, ainsi qu'un système audio de marque Bose qui présente des enceintes posés aux côtés de l'appui-têtes du siège conducteur.
Un restylage du Kicks a été révélée en décembre 2020. La face avant a été conçue à l'identique de celle du Kicks e-Power lancé en 2020, avec une calandre plus grande et des phares à LED. La face arrière a reçu des mises à jour mineures au niveau du pare-chocs et des feux arrière. L'intérieur du Kicks restylé a été sensiblement amélioré par l'ajout d'un accoudoir central, d'un écran tactile mis à niveau, et d'un frein d'urgence électronique. L'intégration Apple CarPlay et Android Auto est désormais offert en équipement standard. Le Kicks restylé a été mis en vente en Amérique du Nord en janvier 2021 et au Moyen-Orient en juillet 2021.

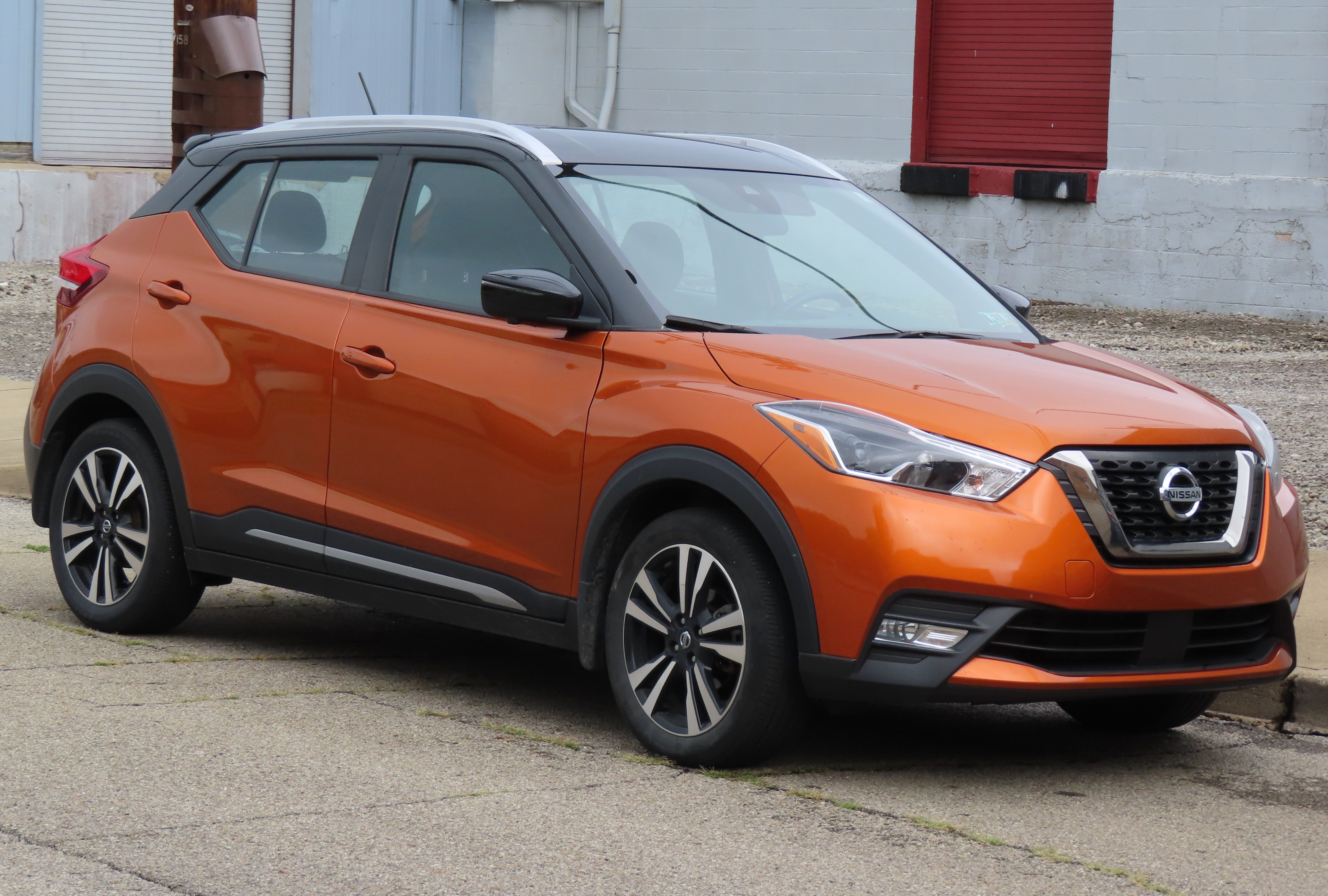
Nissan Kicks SR 2020 (P15, États-Unis)
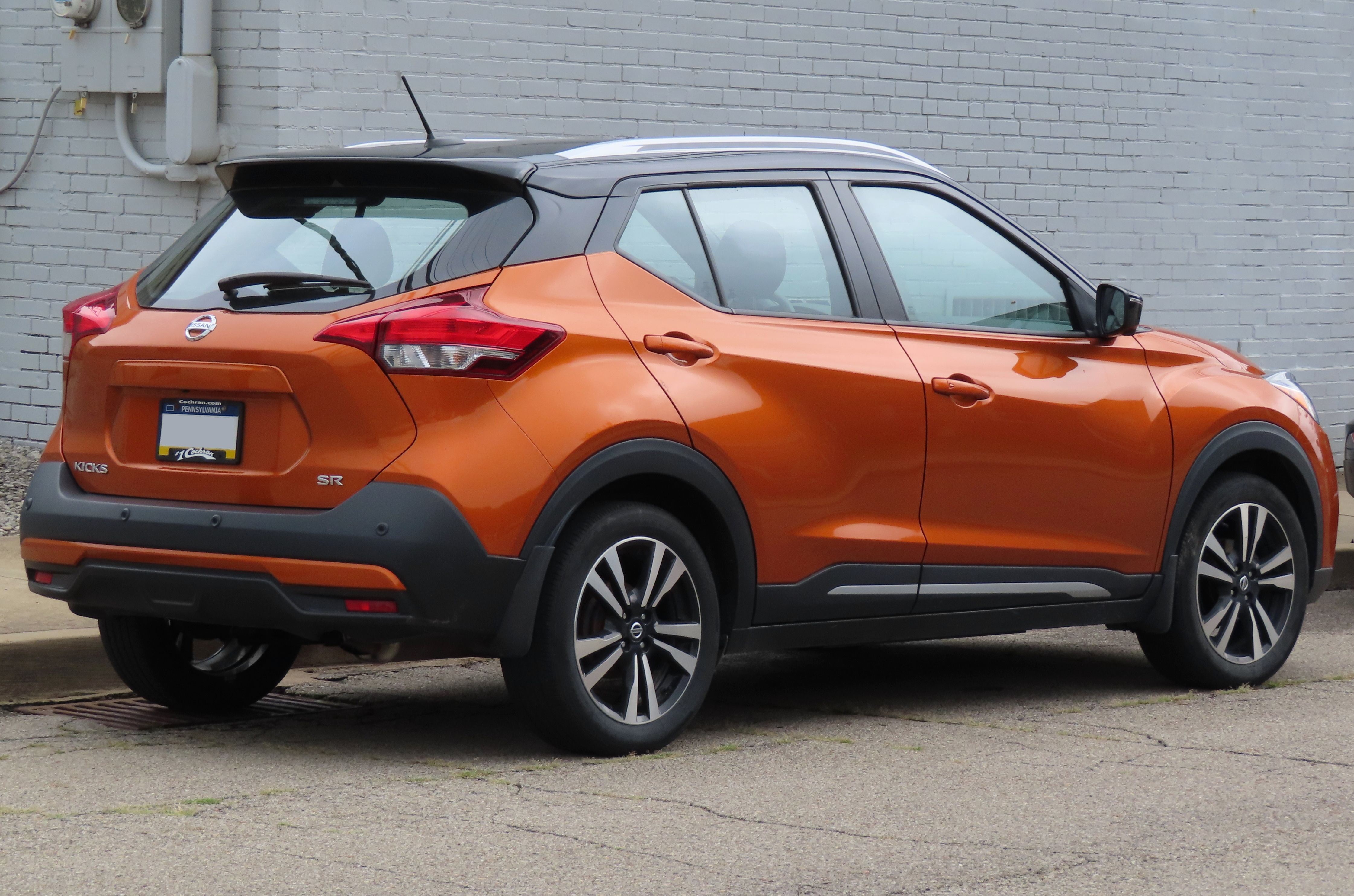
Nissan Kicks SR 2020 (P15, États-Unis)
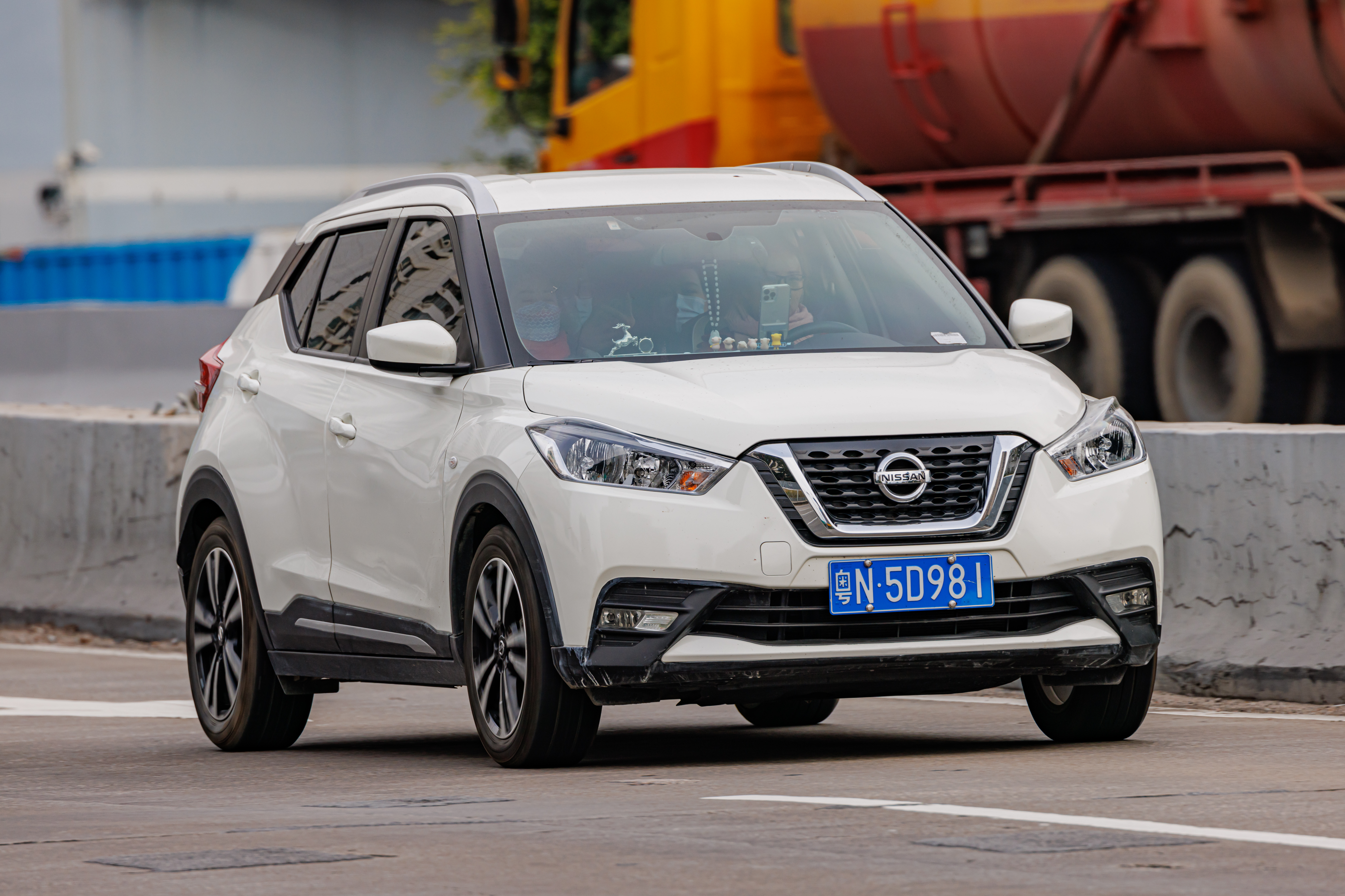
Nissan Kicks 1.5 2018 (P15, Chine)
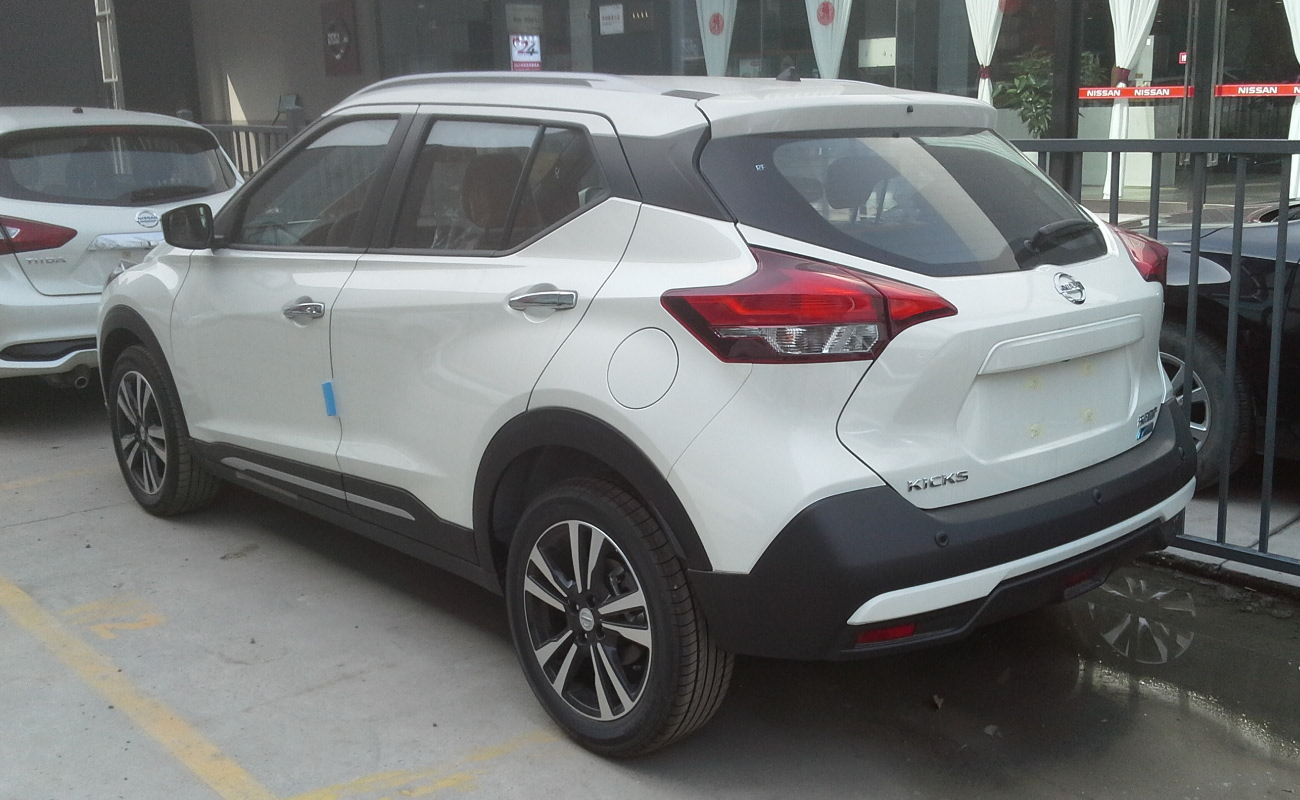
Nissan Kicks 1.5 2018 (P15, Chine)
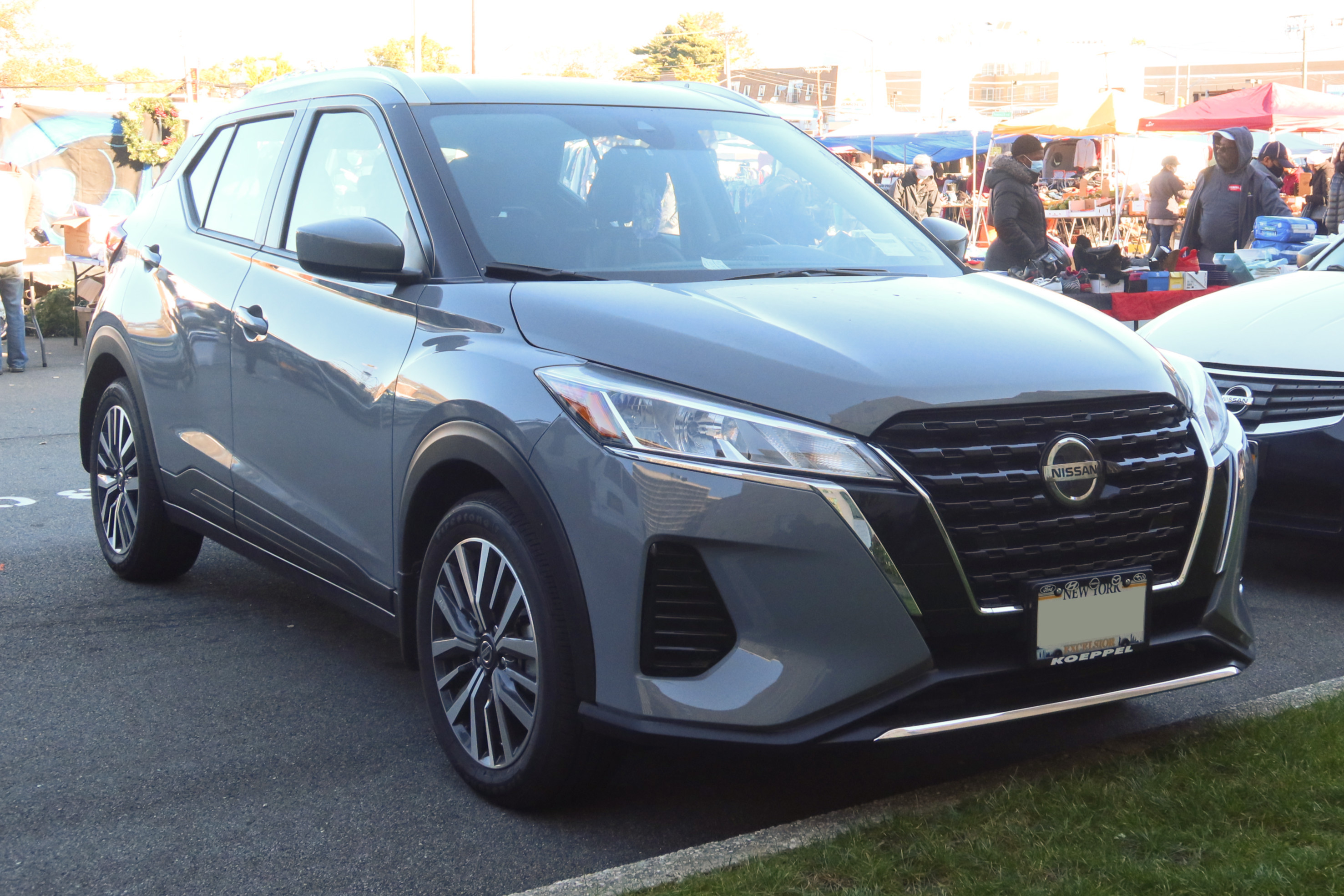
Nissan Kicks SV 2021 (P15, États-Unis)
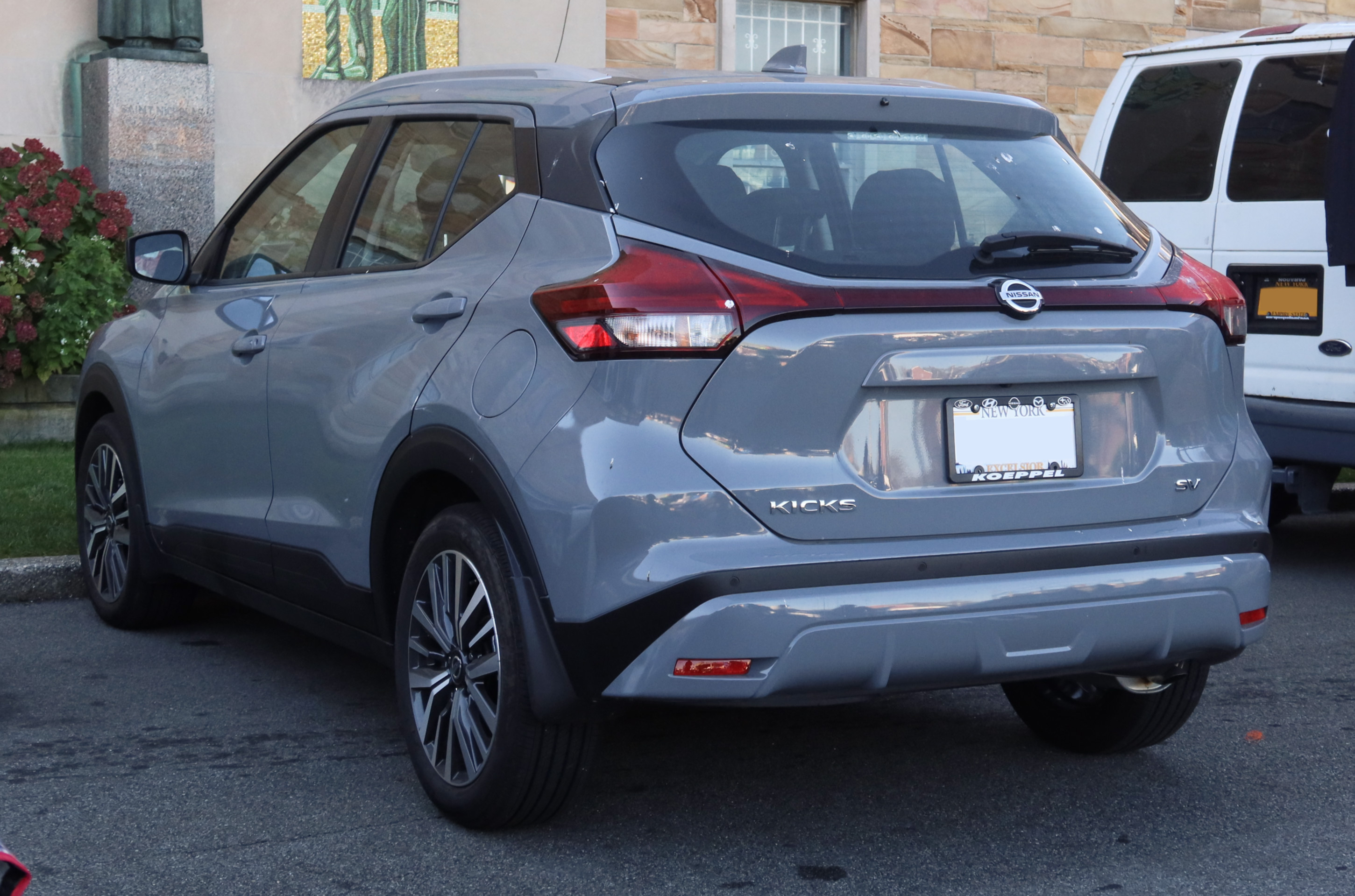
Nissan Kicks SV 2021 (P15, États-Unis)

#### Kicks e-Power
Le Kicks e-Power est disponible sur le marché thaï depuis le 15 mai 2020,. Fabriqué uniquement en Thaïlande, la variante hybride présente un apparence mis à jour avec une face avant et des feux arrière retravaillés. Le Kicks e-Power combine un moteur essence 3 cylindres HR12DE de 1,2 litre et un moteur électrique EM57 qui entraîne les roues avant, ce qui en fait un véhicule hybride en série sans capacité de branchement. Le Kicks e-Power a également été révélé au Japon le 24 juin 2020 et commercialisé le 30 juin 2020, ainsi qu'à Singapour le 9 juillet 2020, en Indonésie le 2 septembre 2020, aux Philippines le 12 août 2022, et au Vietnam le 2 novembre 2022. Son lancement au Mexique a été annoncé le 10 septembre 2021, pour célébrer le 60e anniversaire de Nissan sur le marché mexicain. Depuis juin 2022, un modèle équipé d'un système de traction intégrale est disponible au Japon grâce à l'ajout d'un moteur électrique MM48 entraînant les roues arrière. Cette configuration n'est offerte qu'au Japon.

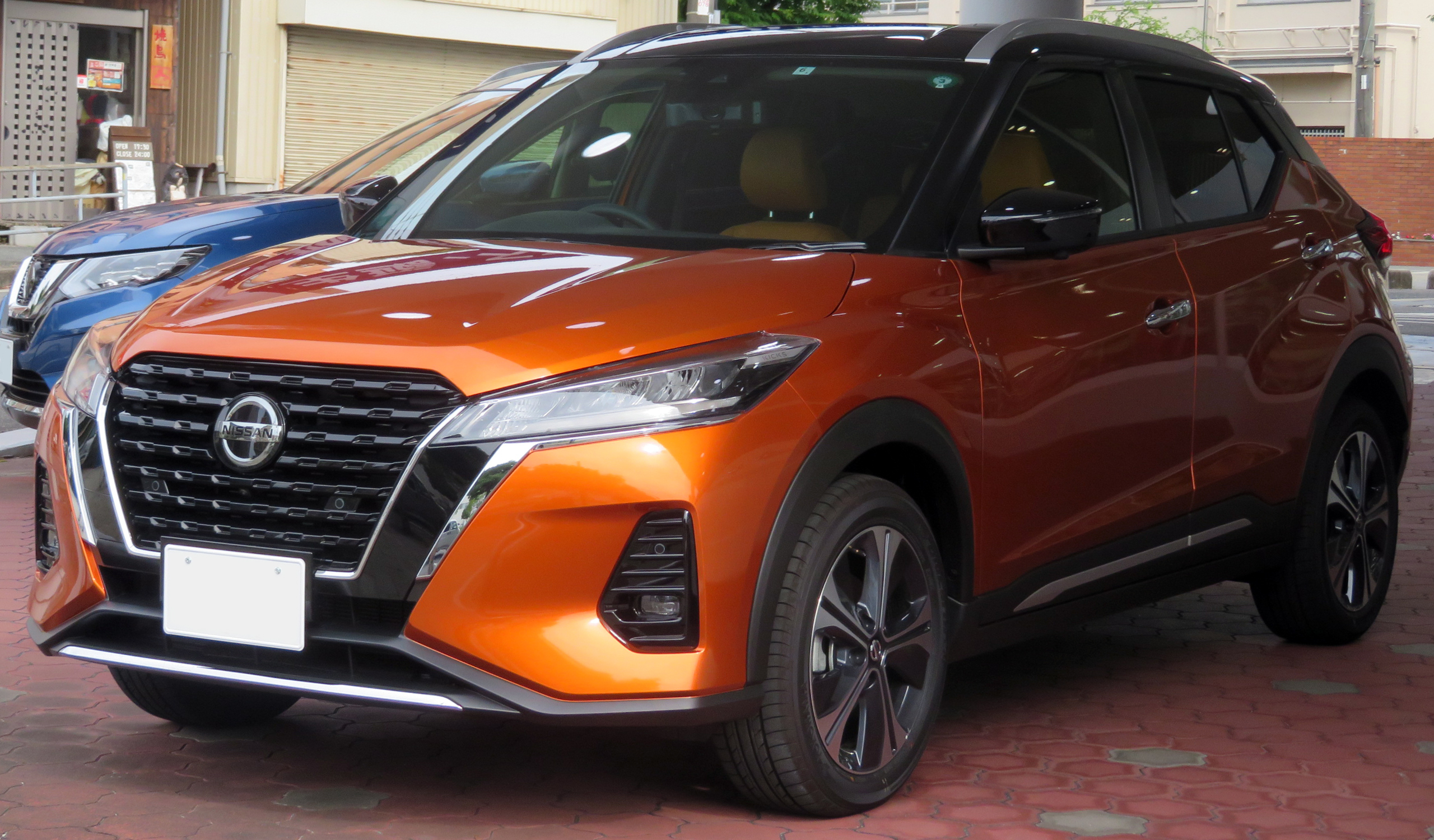
Nissan Kicks e-Power X 2020 (P15, Japon).
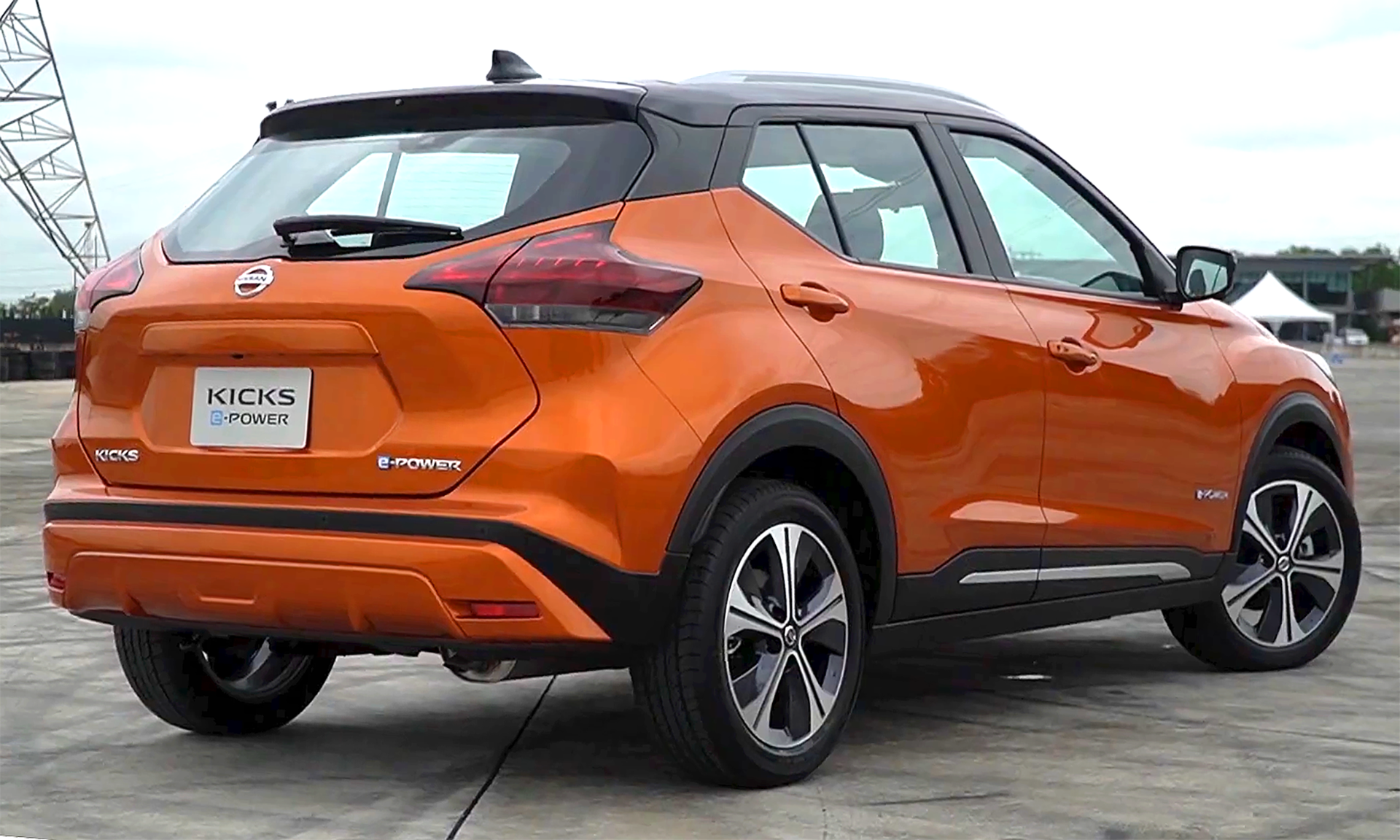
Nissan Kicks e-Power VL 2020 (P15, Thaïlande).
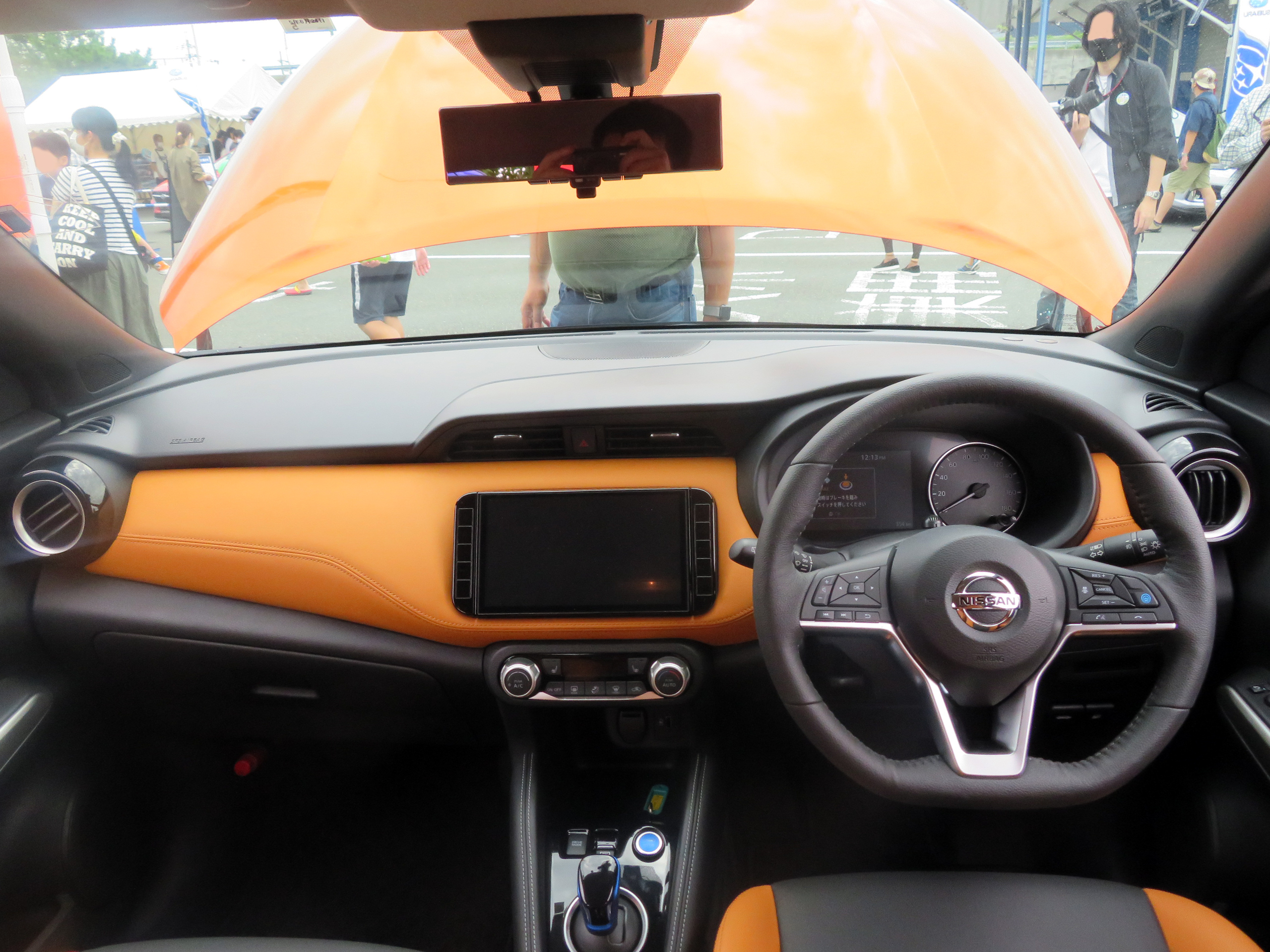
Intérieur.
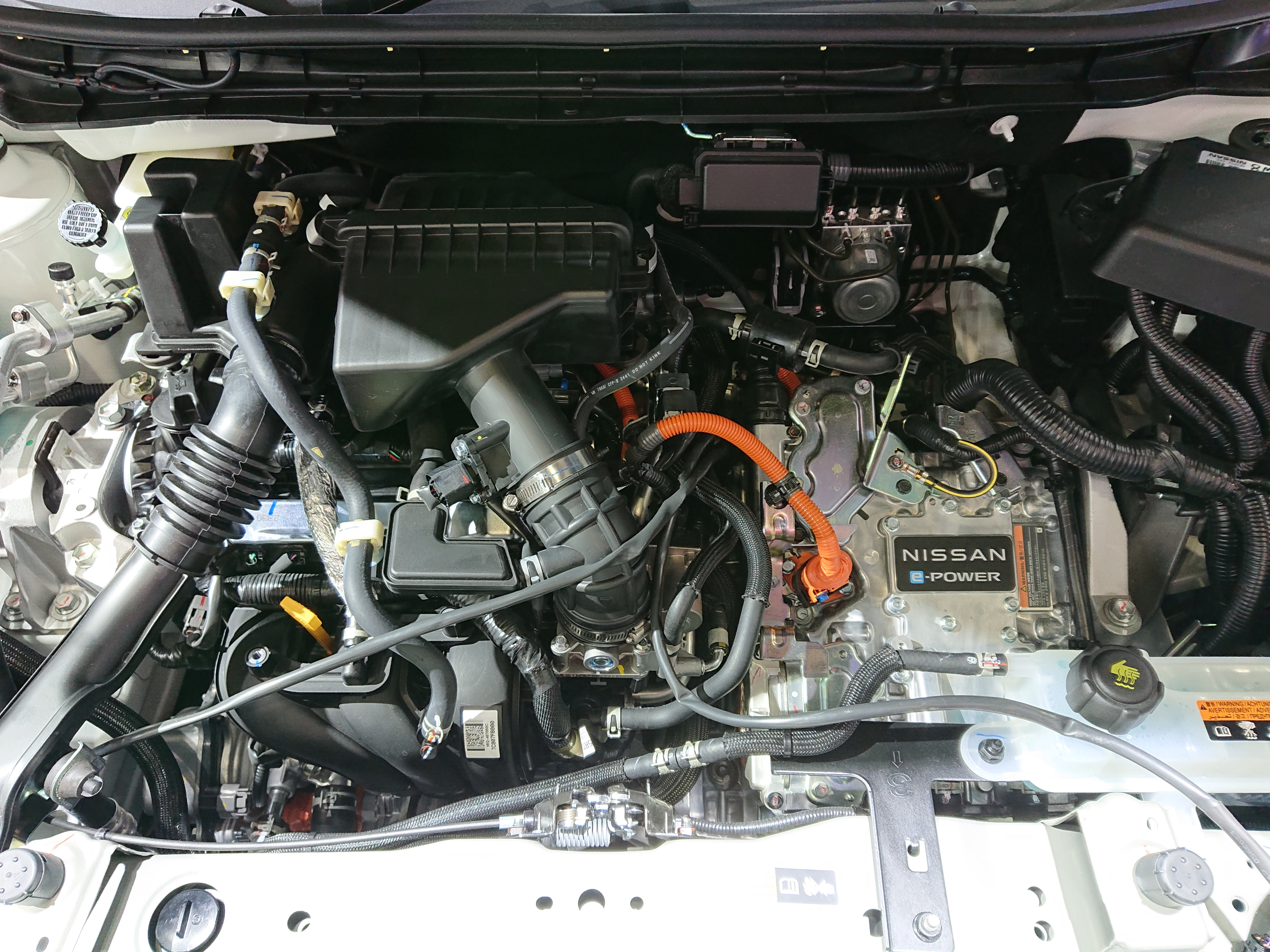
Moteur Nissan HR12DE avec moteur électrique EM47.

### Marché indien (D15; 2019)
Un modèle distinct du Kicks à empattement long a été introduit sur les marchés indien, népalais, et bangladais le 22 janvier 2019, en remplacement du Nissan Terrano. Étant donné que ce modèle partage sa plateforme avec le Renault Captur et le Dacia Duster, il dispose de très peu de pièces en commun avec le modèle international.
En 2019, le Kicks destiné au marché indien partageait ses motorisations essence et diesel avec le Renault Captur, les deux disponibles seulement à la boîte manuelle de six vitesses. En mai 2020, Nissan a mis fin à la production du moteur gazole en raison des normes d'émissions Bharat Stage 6. Pour la remplacer, Nissan propose un moteur d'essence turbocompressé de 1,3 L, et d'une puissance de 156 ch, que Nissan affirmait être le plus puissant de son segment. Celle-ci est également le premier motorisation de ce modèle à proposer une transmission à variation continue. Le Kicks D15 a cessé sa production en 2023 en raison de mauvaises ventes, et il n'a pas été rendu conforme aux normes d'émissions Bharat Stage 6 Phase 2.

## Deuxième génération (P16; 2024)
La deuxième génération du Kicks a été annoncé le 22 mars 2024 et mise en vente le 13 août 2024. Le modèle tout ré-conçu est plus long de 71 mm, plus large de 41 mm, et plus haut de 20 mm, à l'empattement allongé de 50 mm. Elle est équipée d'un moteur 4 cylindre de 2,0 L, ce qui est 18 PS plus puissant par rapport au moteur de 1,6 L dont l'ancienne génération a été équipée. Pour la première fois en dehors du marché japonais, le Kicks est désormais disponible en transmission intégrale.
L'intérieur a été modernisé grâce aux écrans de 7 pouces jumeaux servant le tableau de bord numérique. Ceux-ci peuvent être optionnellement portés à 12,3 pouces, ce qui intègre Apple CarPlay et Android Auto sans fil. Un chargeur sans fil pour smartphone est équipé sur tous les modèles, sauf celui de base. Les sièges en tissu sont de série avec les sièges avant et le volant chauffants en option. Le modèle haut-de-gamme propose une sellerie en faux-cuir avec des inserts en tissu sportif. Un système audio Bose à dix haut-parleurs est également disponible en option au modèle haut-de-gamme. Celui-ci comprend des enceintes surround posé aux appui-têtes des deux sièges avants, par contre, la génération précédente ne les avait que dans le siège conducteur.

La deuxième génération du Kicks sera fabriquée exclusivement à Aguascalientes, au Mexique, et est destinée uniquement au marché américain. Nissan a dû retarder le début de la production, initialement prévu pour décembre 2023, jusqu'à juin 2024 en raison des défis liés au respect des normes de sécurité et d'un vol d'équipements dans une usine d'un fournisseur au Mexique. 

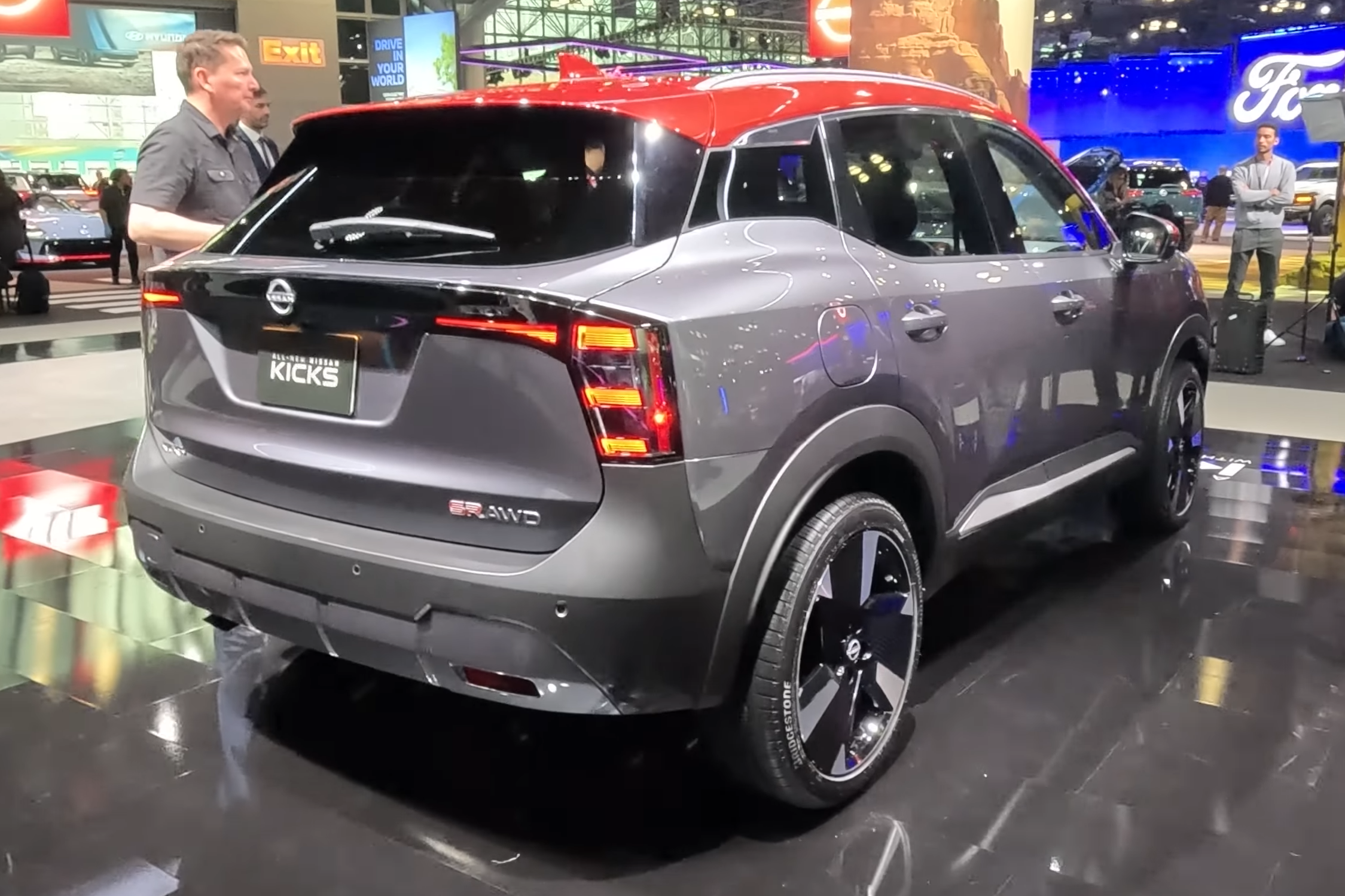
Vue arrière
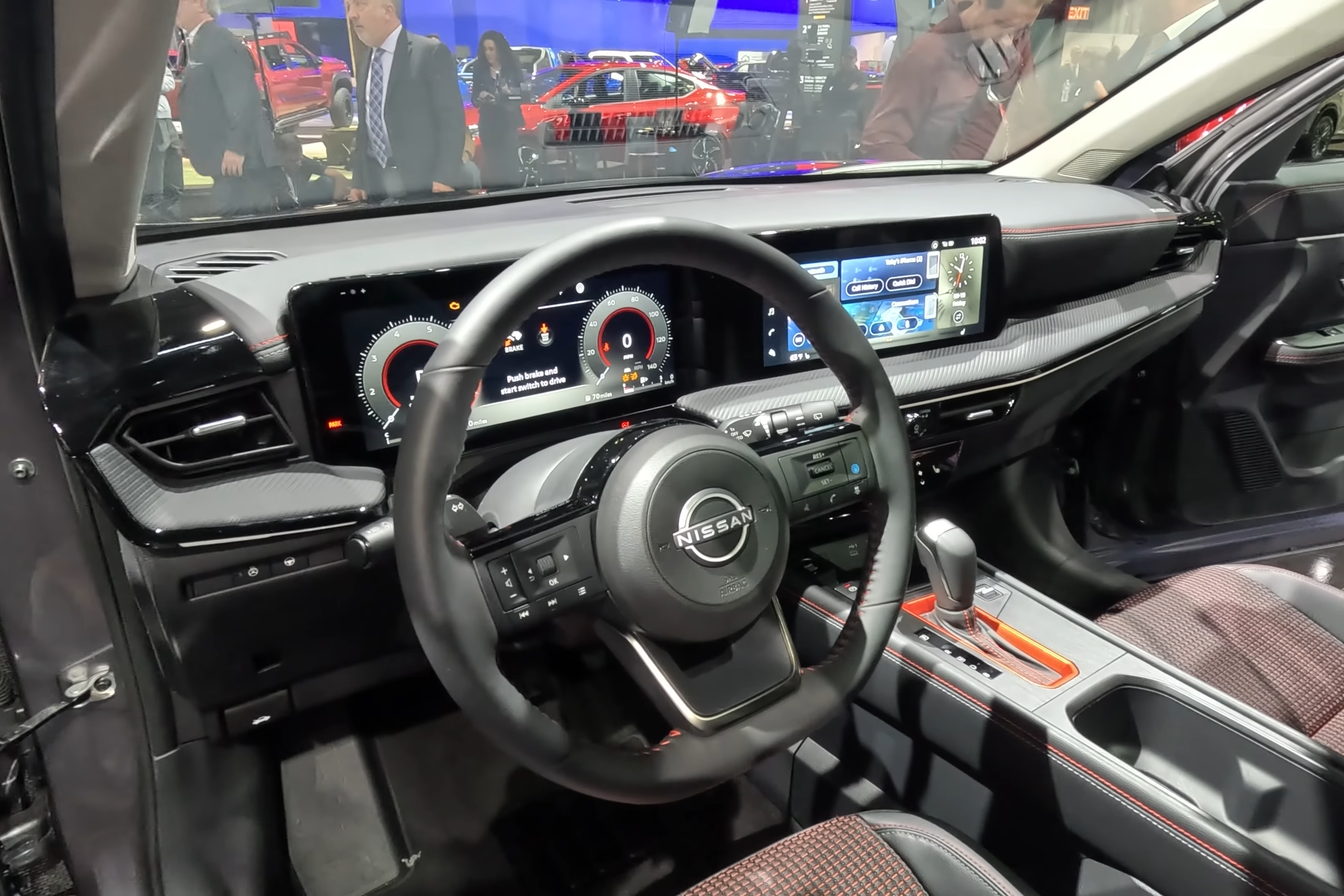
Intérieur

## Ventes
| Année | Japon  | Brésil | Argentine | Colombie | Mexique | Chine  | Taïwan | É.U.   | Canada | Thaïlande | Indonesie | EAU   | Inde (D15) |
| ----- | ------ | ------ | --------- | -------- | ------- | ------ | ------ | ------ | ------ | --------- | --------- | ----- | ---------- |
| 2016  |        | 10,712 |           |          | 5,264   |        |        |        |        |           |           |       |            |
| 2017  |        | 33,464 | 1,582     | 2,568    | 22,438  | 44,142 |        |        |        |           |           | 2,411 |            |
| 2018  |        | 46,812 | 6,533     | 4,021    | 21,801  | 35,864 | 6,554  | 23,312 | 352    |           |           | 3,824 |            |
| 2019  |        | 56,062 | 4,575     | 3,510    | 17,837  | 47,785 | 16,882 | 58,193 | 4,290  |           |           | 3,491 | 4,776      |
| 2020  | 18,326 | 36,444 | 4,938     | 2,091    | 10,792  | 26,373 | 15,739 | 58,858 | 3,858  | 1,351     | 153       | 2,095 | 1,817      |
| 2021  | 35,044 | 36,527 | 5,525     | 3,864    | 13,988  | 18,813 | 12,762 | 82,960 | 4,618  | 1,368     | 592       |       | 1,860      |
| 2022  | 18,697 | 38,942 | 4,502     | 1,658    | 16,265  | 10,501 | 12,676 | 54,879 | 1,536  | 4,909,    | 467       |       | 1,438      |
| 2023  | 15,778 | 50,781 | 4,700     | 1,829    | 19,322  | 8,111  | 9,085  | 66,820 | 3,031  | 5,487,    | 141       |       |            |